# Zatín
Zatín (maďarsky Zétény) je obec na Slovensku. Nachází se v Košickém kraji, v okrese Trebišov. Obec leží v nadmořské výšce sto metrů a její správní území měří 21,78 km². V obci je základní škola s mateřskou školou s vyučovacím jazykem maďarským.

## Historie
První písemná zmínka o vesnici je z roku 1233. Obec byla součástí Uherska, po uzavření Trianonské smlouvy se stala součástí Československa. V letech 1938 až 1945 (v důsledku první vídeňské arbitráže) byla obec připojena k Maďarsku. V letech 1945 až 1992 byla obec opět součástí Československa. Do roku 1948 se nazývala Zétény.

## Přírodní poměry
Do správního území obce zasahují části přírodních rezervací Zatínsky luh, Dlhé Tice, Krátke Tice a Oborínský luh, chráněná krajinná oblast Latorica a ptačí oblast Medzibodrožie.

## Pamětihodnosti
- Římskokatolický kostel sv. Štěpána, jednolodní původně gotická stavba s polygonálním ukončením presbytáře a představenou věží ze 14. století. Renesančně byl přestavěn v 16. století. V roce 1877 byl neoklasicistně upraven.[6]